# ナーガパッティナムの海戦 (1758年)
ナーガパッティナムの海戦（ナーガパッティナムのかいせん、英語: Battle of Negapatam）は七年戦争および第三次カーナティック戦争中の1758年8月3日、インドのカーナティック地方、ナーガパッティナム沖で生起した海戦。4月29日のカダルールの海戦に続いて、ジョージ・ポコックのイギリス艦隊とアンヌ・アントワーヌ・ダシェのフランス艦隊の2度目の戦闘である。

## 経過
1758年7月27日、ポコック率いるイギリス船7隻はダシェ率いるフランス船9隻が停泊していたポンディシェリーに現れた。74門戦列艦のゾディアックに乗っていたダシェはすぐさま港を離れ、風向が有利になる位置を探そうとし、ポコックはそれを追跡した。 前のカダルールの海戦と同じく、ダシェ艦隊は数ではポコック艦隊に上回るものの、多くがフランス東インド会社に所属しており、正式なフランス海軍の艦船に比べると戦闘力が低かった。このため、両艦隊の力は実質的には同程度であった。
8月3日、両艦隊はカリカルとナーガパッティナム沖で再び相対、短いながらも激しい戦闘がおこった。風向で不利だったダシェ艦隊はポコック艦隊の激しい砲撃に晒された。フランス東インド会社の74門艦コント・ド・プロヴァンスは危うく拿捕され、ゾディアックは炎上して爆発寸前の状態になり、ダシェは撤退命令を出した。ポコック艦隊も損害を受けたため追撃できず、撤退を選択した。

## その後
戦闘は決着がつかなかったとされる。両艦隊とも船を失わずに済んだが、船の損傷はひどく、ダシェは重傷を負ってフランス島へ療養に向かった。彼が療養から戻ると、両艦隊は1759年9月10日のポンディシェリーの海戦で三たび戦った。
この戦闘は歴史家の間でほとんど忘れられていた。